# 成吉-圖拉
成吉-圖拉（俄語：Чинги́-Тура́），或稱奇姆吉，是12-16世纪西伯利亚鞑靼人在秋明一帶建立的中世紀城市。位于西西伯利亚平原。
這裡是作為西伯利亚汗国第一个首都，直到16世紀早期金帳汗決定不再留駐該地, 轉選擇了額爾齊斯上的喀什里克作為新首都。
在1580年代哥萨克的葉爾馬克擊破西伯利亞汗國後，該城池被廢棄或燒毀。1586年在其舊址附近建起了俄羅斯拓殖的前哨秋明。現代作為俄羅斯聯邦石油中心之一的秋明，其建制範圍也包括了舊成吉曾經所在的地域。